# Орехово (Андреапольский район)
Оре́хово (Орехова, Ореховка)  — деревня в Андреапольском районе Тверской области. Входит в Хотилицкое сельское поселение.

## География
Расположена примерно в 5 верстах к западу от села Хотилицы рядом с озером Велия.

## История
В конце XIX - начале XX века деревня в Торопецком уезде Псковской губернии.

## Население
| 2002 | 2010 |
| ---- | ---- |
| 24   | ↘17  |